# Estación Temperley
Temperley es una estación ferroviaria ubicada en la ciudad homónima, en el partido de Lomas de Zamora, provincia de Buenos Aires, Argentina.

## Servicios
Es un centro de transferencia intermedio del servicio eléctrico y diésel metropolitano de la Línea General Roca que se presta entre las estaciones Plaza Constitución, Glew, Bosques, Alejandro Korn, Ezeiza y Haedo.

## Historia
La estación fue construida por el Ferrocarril del Sud. Mucho antes, el Ferrocarril Oeste había tendido los ramales entre Haedo y Villa Elisa y hacia Cañuelas, (ramal luego absorbido por el Sud), se decidió empalmarlos, ya que estos cruzaban a nivel la vía del Sud cerca de los terrenos de la estación, para lo cual se desplazó la estación 200 metros hacia el sur.

### Toponimia
Debe su nombre al estanciero George Allison Temperley, que donó en 1871 los terrenos para la construcción de una primitiva parada.

## Diagrama
| Vía 1                    | |
| Vía 2                    | Trenes a Bosques provenientes de Constitución vía Temperley (próxima José Mármol) |
| Plataforma central Este  | |
| Vía 3                    | |
| Plataforma central       | |
| Vía 4                    | |
| Vía 5                    | |
| Plataforma central       | |
| Vía 6                    | |
| Vía 7                    | Trenes a Glew provenientes de Constitución (próxima Adrogué) Trenes a Korn provenientes de Constitución (próxima Adrogué) Trenes a Ezeiza provenientes de Constitución (próxima Turdera)                         |
| Plataforma central       | |
| Vía 8                    | Terminal de trenes fraccionados provenientes de Constitución Partida de trenes fraccionados hacia Constitución (próxima Lomas de Zamora)                                                                         |
| Vía 9                    | Trenes a Constitución provenientes de Glew (próxima Lomas de Zamora) Trenes a Constitución provenientes de Korn (próxima Lomas de Zamora) Trenes a Constitución provenientes de Ezeiza (próxima Lomas de Zamora) |
| Plataforma central Oeste | |
| Vía 10                   | Terminal de trenes provenientes de Haedo Partida de trenes hacia Haedo (próxima Hospital Español) |

## Ubicación e Infraestructura
Se accede a la estación mediante la entrada general en la calle Juan Péreuilh y a los andenes mediante un puente peatonal que conecta con la calle Fray Justo Santa María de Oro. Actualmente se está construyendo un tercer puente peatonal que permitirá comunicar ambos lados de la estación sin la necesidad de ingresar a la misma.
Con diez plataformas, es la estación intermedia más grande de América del Sur. Todos los andenes son elevados, excepto las plataformas 1 (que despachan trenes diésel a Haedo), 7 y 8.
En Temperley finaliza la vía cuádruple proveniente de Plaza Constitución, continuando como vía doble en todos sus ramales.

## Galería

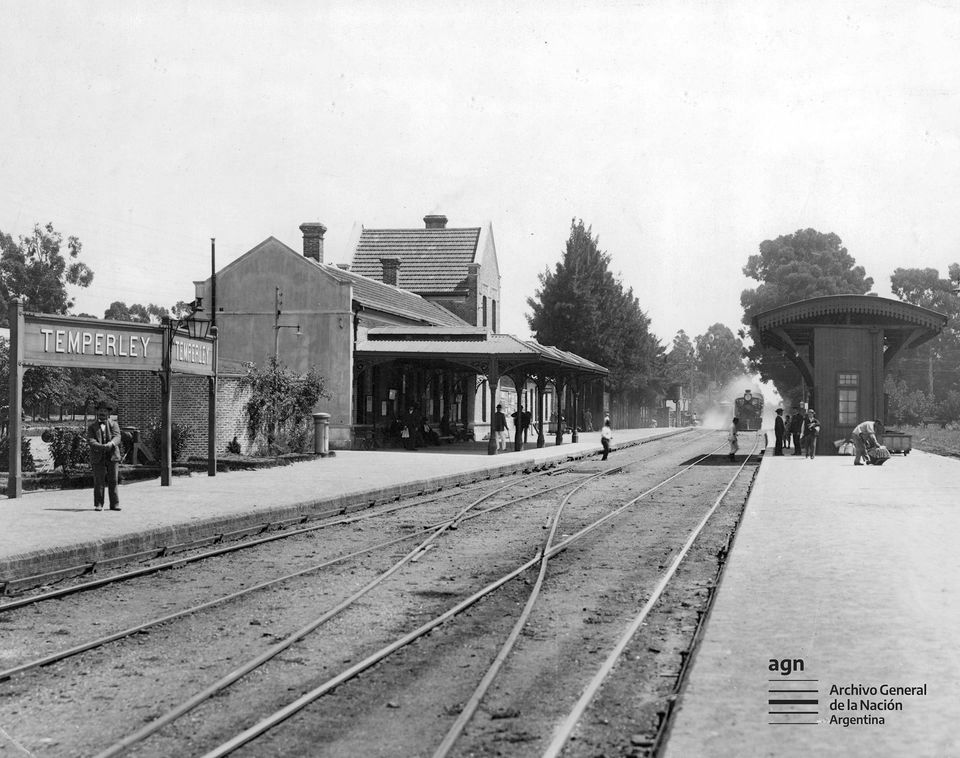
La estación original, durante la época del Ferrocarril del Sud.
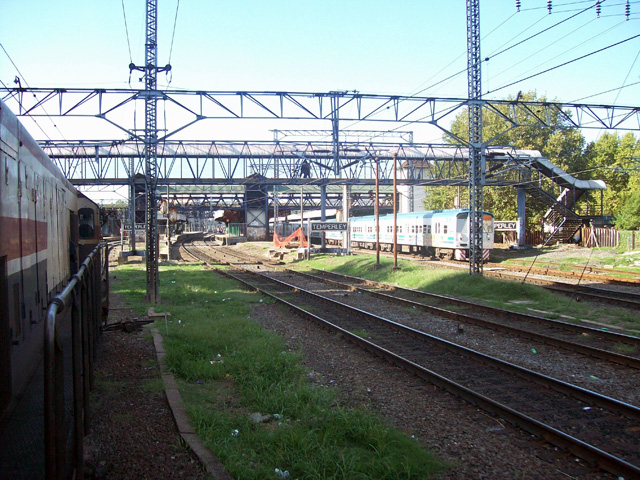
Ingreso de un tren a Mar del Plata. Se observa en sentido contrario un tren eléctrico Toshiba durante la época de Metropolitano .
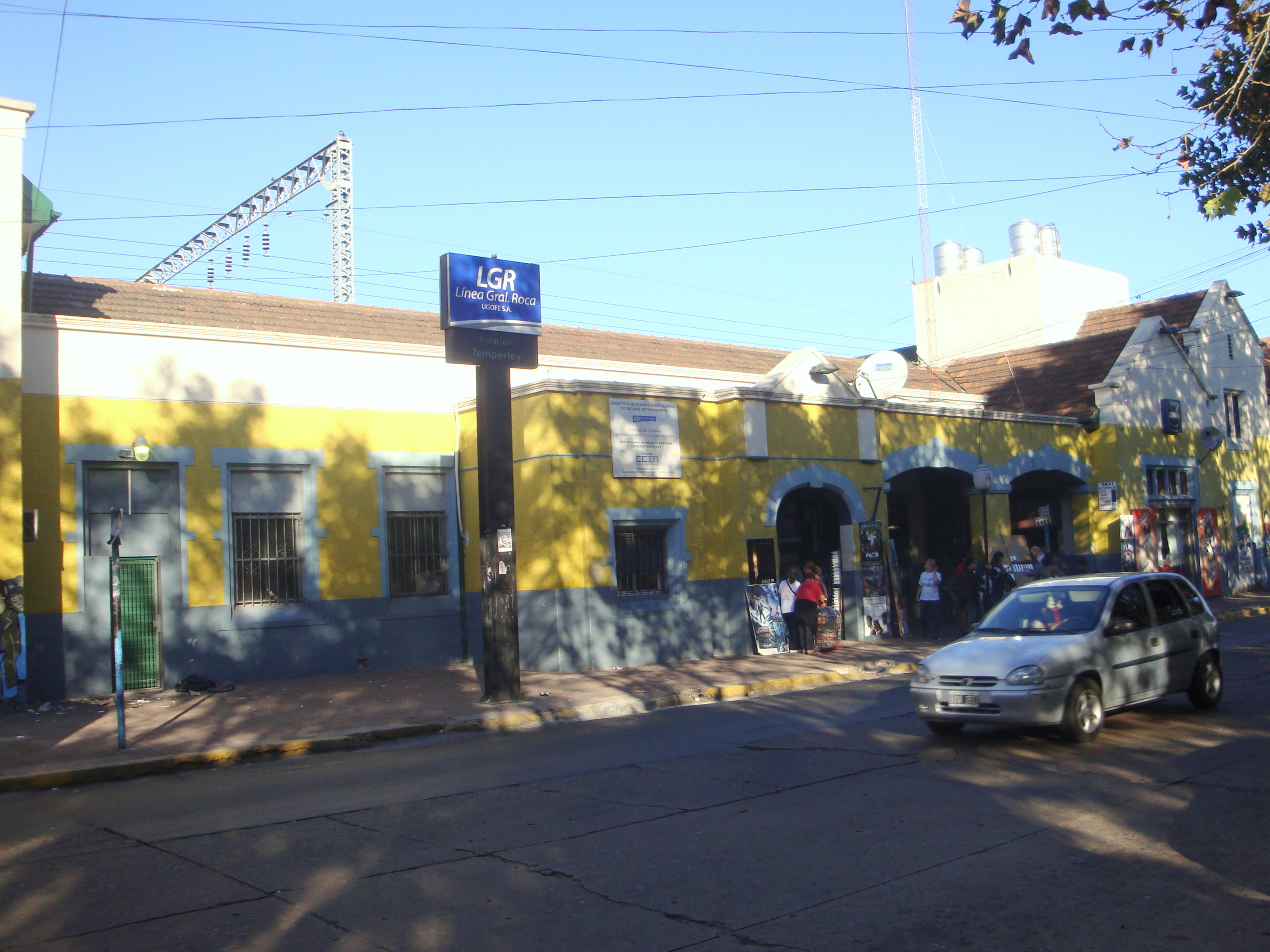
Fachada de la estación anteriormente.
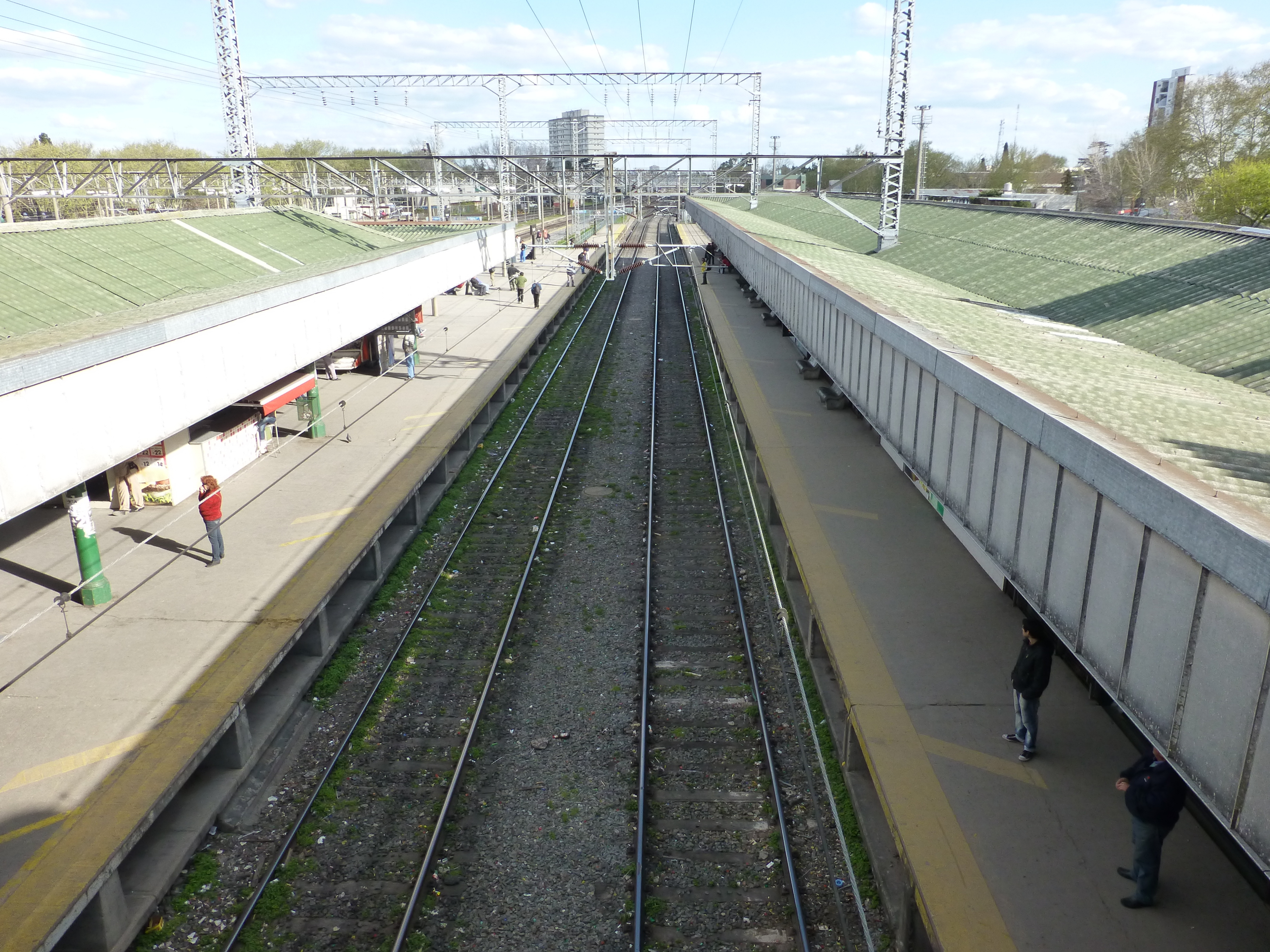
Andenes elevados para el servicio eléctrico.
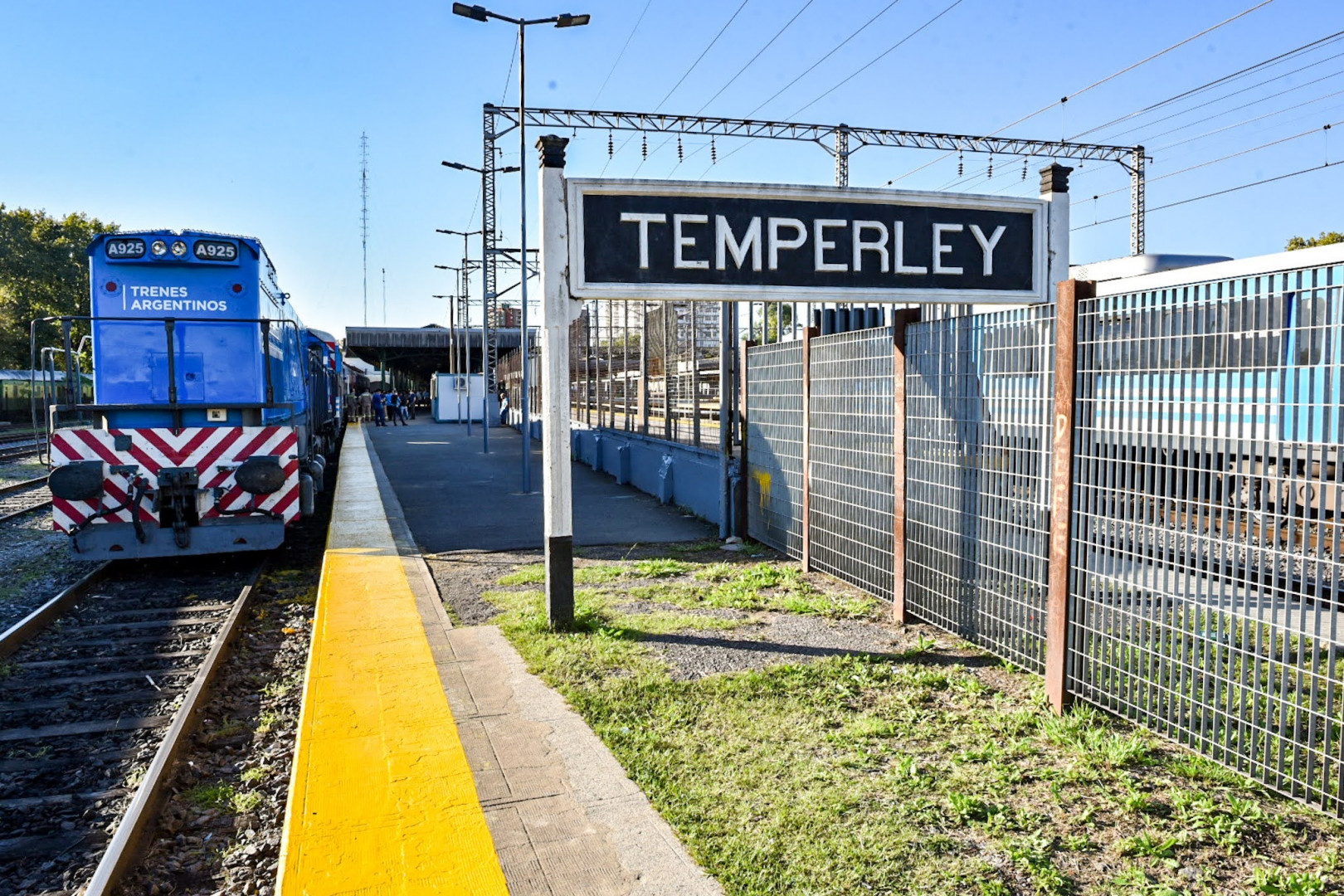
Andén bajo para el servicio diésel a Haedo.